# 속사도
속사도(續使徒, Apostolic Fathers)는 1세기와 2세기에 살았던 교부 중 가장 핵심적인 신학자들을 말한다. 이들은 사도들에게 개인적으로 가르침을 받는 등 중요한 영향을 받은 것으로 여겨진다. 이들의 작품들은 신약의 정경으로 포함되지는 않았지만, 현재 신약성경에 포함된 책들을 참고해 저술했다.

## 속사도들

### 로마의 클레멘스
로마의 클레멘스는 서기 88년에서 99년까지 로마 주교직에 있던 인물이다. 이레네오와 테르툴리아누스에 의하면 클레멘스는 베드로, 리노, 아나클레토의 뒤를 이어 네 번째로 로마 주교가 되었다고 한다.
클레멘스의 첫째 편지와 클레멘스의 둘째 편지가 전해지는데 이 중 첫째 편지는 클레멘스의 서술로 인정된다.

### 안티오키아의 이냐시오
안티오키아의 이냐시오는 안티오키아 주교직에 있던 인물이다. 사상의 유사성등으로 인해 사도 요한과 밀접한 관계였던 것으로 추정된다.

### 서머나의 폴리카르포스
서머나의 폴리카르포스는 서머나 주교직에 있던 인물이다. 그의 제자 이레네오는 폴리카르포스를 일컬어 사도 요한을 사도들에게 직접 가르침을 받았을 뿐 아니라 예수를 직접 목격한 다른 사람들과도 교제했던 인물로 소개한다.

### 히에라폴리스의 파피아스
히에라폴리스의 파피아스는 히에라폴리스 주교직에 있던 인물이며, 폴리카르포스의 친구이다.

## 같이 보기
- 교부
- 교회학자
- 니케아 이전 교부들(Ante-Nicene Fathers)
- 세계 공의회
- 니케아와 니케아 이후 교부들(Nicene and Post-Nicene Father)
- 사도
- 70인의 사도
- 성인 (종교)

### 인용
1. ↑   Peterson, John Bertram (1913). 〈The Apostolic Fathers〉. 《가톨릭 백과사전》. 뉴욕: 로버트 애플턴 사. 2016년 6월 30일에 확인함.
2. ↑  Cross, Frank Leslie; Livingstone, Elizabeth A. (2005). 《The Oxford Dictionary of the Christian Church》 (영어). Oxford University Press. ISBN 978-0-19-280290-3.
3. ↑  Louth 1987:20; preface to both epistles in William Jurgens The Faith of the Early Fathers, vol 1", pp 6 and 42 respectively.
4. ↑  "Ignatius, St." Cross, F. L., ed. The Oxford dictionary of the Christian church. New York: Oxford University Press. 2005
5. ↑  "Saint Ignatius of Antioch" in the Encyclopædia Britannica.
6. ↑  Adversus haereses, 3:3:4
7. ↑  Iraeneus, Against Heresies, Book 5, Chapter 33